# 제주향교
제주향교(濟州鄕校)는 대한민국 제주특별자치도 제주시 용담1동에 있는 향교이다. 1971년 8월 26일 제주특별자치도의 유형문화재 제2호로 지정되었다.
원래는 관덕정(觀德亭) 동쪽 1리(400m) 되는 곳의 향교전(鄕校田)에 처음 지어졌던 것을 가락천 동쪽 고령밭과 광양 등 다섯 번의 이건(移建)을 거쳐 여러 차례 재건을 반복하다 순조 27년(1827년) 당시의 제주목사 이행교가 최종적으로 옮겨지은 곳, 바로 지금의 향교 위치인 제주중학교 옆에 자리를 잡았다.

## 연혁
조선 태조(太祖) 원년(1392년)에 수도 한양에 성균관이 지어지고, 백성들을 교육시키기 위해 전국에 향교를 설치하라는 교지가 내려짐에 따라 제주에도 향교가 건립된 것으로 보인다.
《태조실록》 태조 3년(1394년) 3월 27일, 제주에 교수관(敎授官)을 두고 제주 토관(土官)의 10세 이상의 자제를 입학시켜 과거에 응시하고 벼슬길에 나아갈 자격을 주자고 요청하는 도평의사사(都評議使司)의 상소에서는 "제주는 일찍이 학교를 설치하지 않았고 자제(子弟)들이 나라에 들어와 벼슬하지 않은 까닭에…"고 적고, 《신증동국여지승람》제주목조에 실린 김처례의 비문에는 "우리 태조 원년 임신에 성균관이 세워지고 세종(世宗) 17년 을묘(1435년)에 향교가 지어졌다."고 적어서 마치 태조 당시에 제주에 향교가 없었던 듯이 기록하고 있다. 하지만 《태종실록》에 따르면 태종 18년(1418년) 당시 이미 제주의 유생(儒生) 수는 2백여 명이었으며, 이 해 4월 11일에 예조(禮曺)에서는 제주에서의 문선왕석전제(文宣王釋奠祭) 의식과 한라산제(漢拏山祭) 의식에 대한 절목을 조정에 올리고 있어, 향교의 중심 건물이라고 할 수 있는 문묘가 이미 존재했음을 알 수 있다.
제주의 석전제는 각 도의 계수관(界首官)의 예에 따르고 한라산제는 나주(羅州) 금성산(錦城山)의 예에 따라 여러 사전(祀典)에 기재하고 봄 가을에 제사지내게 한 것이었으며, 7일 뒤인 4월 18일에는 제주목사의 요청에 따라 기존의 교수관 외에 따로 교수관을 제주향교와 정의(旌義) · 대정(大靜) 두 향교까지 세 곳에 더 파견하였다.
세종 17년(1435년)에 안무사로 내려온 최해산에 의해 제주향교는 중건되었고, 《대학》(大學)· 《중용》(中庸)· 《논어》(論語)· 《맹자》(孟子)· 《시경》(詩經)· 《서경》(書經)· 《예기》(禮記)· 《주역》(周易)· 《춘추》(春秋)· 《성리대전》(性理大全) 등의 책이 각 두 건씩, 《소학》(小學) 10건씩이 제주의 향교에 내려지기도 했다.
김처례가 지은 비문(碑文)에 따르면 성화(成化) 병술년, 즉 세조(世祖) 12년(1466년) 봄, 제주목사(겸 절제사) 이유(李由)가 퇴락한 향교의 모습을 보고 판관(判官) 이인충(李仁忠)과 의논하여 크게 수리하였으며, 주자(朱子)의 백록동규(白鹿洞規)를 향교의 교칙으로 내걸고 유생들을 가르쳤다고 한다. 중종(中宗) 12년(1517년)에는 제주목사 문계창(文繼昌)이 제주에서 벌어진 기근과 역병을 보고하면서 전라도의 미곡 및 당약재(唐藥材) 지원과 함께, 향교의 책이 오래되어 너덜너덜해졌으므로 《효경》(孝經) · 《소학》 및 사서(四書)를 보내줄 것을 요청했다. 중종 31년(1536년) 제주목사 심연원이 향교의 명륜당을 개축하였다.

제주향교(명륜당)

선조(宣祖) 15년(1582년) 제주목사 김태정이 가락천 동쪽의 고령전으로 이전하였다. 선조 23년(1590년) 역병이 제주를 휩쓸고 간 뒤로 해마다 제주에는 흉년이 들었다. 임진왜란까지 겪고 난 뒤인 선조 33년(1600년)까지 제주 백성의 2/3가 사망하는 등 인구의 급격한 감소로 군역(軍役)에 올릴 장정이 모자라게 되자, 제주목사 성윤문(成允文)은 향교 교생을 모아 학문을 시험하여 순(純)이나 조(粗) 이상은 교생의 원액(元額)에 충원시키고, 제주목과 정의현에서 불통(不通), 즉 시험을 통과하지 못한 교생 108명을 가려 군역에 충당하게 하기도 했다(《선조실록》).
현종(顯宗) 9년(1668년) 제주목사 이인이 향교를 예전의 자리로 다시 옮겼으며, 경종 4년(1724년) 향교에 화재가 일어나 향교 건물들이 소실되자 제주목사 신유익은 다시 가락천 동쪽의 예전 자리로 이전하였다. 영조 17년(1754년) 목사 조명집이 향교의 대성전을 중수하였고, 순조 27년(1827년) 제주목사 이행교가 지금의 자리로 옮겼다. 한편 영조 때의 제주향교는 한양의 성균관과 같은 대설위(大說位)로서의 규모와 기능으로 성장해 있었고, 영조(英祖) 50년(1774년) 제주 유생들이 서울의 성균관과 같은 계성사를 제주향교에도 지어줄 것을 연명으로 순찰어사에게 청원하기도 했으며, 이것은 80년이 지난 철종 5년(1854년)에야 결실을 보게 되었다.
갑오개혁 이후 향교의 학교로서의 기능은 사라졌다. 일제 시대 총독부는 제주의 향교를 없애려 했지만 유생들의 반대로 끝내 향교를 없애지 못했다. 1925년 7월 12일 제주 지역 유지 20명 등이 제주향교에서 제주축구단을 조직하였다(동아일보).
오늘날에는 봄과 가을에 제사를 지낼 때 이용되고 있다. 또한 제주향교 인근 제주제일고등학교 후정에는 처음 향교가 세워졌을 때에 세운 근학비(勤學碑)도 있었으며, 한국에 단 하나밖에 없는 근학비로써 중요한 가치가 있었지만 비바람에 글자는 마모되어 단 하나도 남아있지 않게 되었다고 1968년 1월 24일자 경향신문은 보도하고 있다.
또한 1975년에는 제주도향교재단 소유의 북제주군 구좌면 한동리 서동마을 면적 3ha의 땅이 재단측의 재단매각 경쟁입찰 실시로 3백 년 가까이 살아온 고향 마을을 떠날 처지에 놓인 주민들이 재단측에 마을 주민들의 현 실정을 인정해 일반경매를 중지하고 적정 시세로 주민들에게 양도해주거나 현재와 같은 대지 평당 9원씩의 임대료를 지불하고 살아갈 수 있게 해줄 것을 호소하였다. 2월 27일에 실시된 해당 마을의 토지매각 일반경쟁 입찰에는 제주향교 전 재단이사장 김 모씨 한 명만이 응하여 유찰되었고, 재단측은 3월 초순에 재입찰을 강행하였다. 한편 제주도 감사과는 3월 5일 해당 사건에 대한 진상조사에 나서서, 당시 향교재단 이사장 강두환이 제주도 문화공보실에 재산 매각을 승인 신청한 것을 도에서는 주민 동의와 향후 대책 등에 대한 세밀한 검토 없이 승인했음이 밝혀져, 승인 경위를 조사한 한편으로 이승택 당시 제주도지사가 제주향교재단에 대한 경매를 보류하고 현지 주민들에게는 적정가격으로 매도하도록 조치중임을 언론에 밝히기도 하였다(경향신문).

## 주요 시설
대성전

명륜당과 더불어 제주향교 내에서 중요한 건물로서 공자를 비롯해 안자, 증자, 자사, 맹자의 5성(五聖)를 배향하고 다시 공자의 10명의 제자와 중국 송의 성리학자 6인, 한국의 유학자 18인의 위패 39위(位)를 모셔놓은 곳이다. 제주향교가 몇 번의 위치 이전을 거쳐 지금의 자리에 정착한 뒤, 인접한 제주중학교 부지 내에 대성전이 위치하게 되면서 대성전 또한 지금의 자리로 이건하였다. 2016년 6월 13일 대한민국의 보물 제1902호로 지정되었다.
명륜당
대성전과 더불어 제주향교 내에서 중요한 건물로서 유생들의 교육이 이루어지던 곳이다. 중종 11년에 개축되었다는 기록이 남아 있으며, 원래는 아름다운 건물이었다고 하나 지금의 건물은 콘크리트로 재건되어 있다.
계성사
철종 5년(1854년)에 지어진 건물로서 5성(五聖)의 아버지의 위패를 모시고 있다. 그 이전에 이미 제주 판관을 지낸 김영업(1784~1835), 신상흠(愼尙欽, 1794~1874) 등이 제주향교의 위상에 걸맞게 계성사를 세울 것을 주장하는 상소를 올렸지만 받아들여지지 않았고, 이어 고사징(1806~1865)의 상소가 영의정 김좌근에 의해 철종에게 보고되어, 지금의 계성사가 세워지게 되었다고 알려져 있는데, 2012년 계성사 건립 당시의 상량문 원본과 함께 새로 발견된 제주 유생들의 등장(等狀)에서 이미 영조 50년(1774년) 제주 유생들이 "우리 본주(제주)의 향교 체제는 문묘의 제도이며 국학(성균관)과 조금도 다름이 없으니, 성균관에 계성사가 있듯 제주향교에도 반드시 계성사를 지어주어야 합니다. 공자, 안자, 증자, 맹자, 자사의 아버지들께서 동서문 아래의 집에 모셔져 있으니 민망하기 그지없습니다"라고 호소했고, 당시 제주의 순무어사(巡撫御使)였던 홍상성이 즉석에서 "일이 아주 중대하기 때문에 천천히 잘 생각해봐야겠다. 옛 법에 제주를 국도로 인정하는 것은 중요한 문제이기 때문에 서울에 올라가 임금에게 보고해서 처리하겠다"고 회답한 내용을 적은 것이 확인되어, 건립 자체는 이미 예전부터 건의되고 있었던 것으로 보인다.
전사청
향교의 제사 업무를 맡아보고 제찬을 마련하며 또한 제관들이 입재하여 유숙하던 곳이다.
행단정
행단은 주로 은행나무, 또는 살구나무 또는 앵두나무가 있는 단이란 뜻도 있는데, 공자가 제자들과 예악을 논하고 학문을 가르쳤던 곳이 은행나무 아래였다는 데에서 공자의 사당이나 유학을 가르치는 학교에는 대개 은행나무를 심어 행단이라 불렀으며, 행단이라는 이름 자체가 유교 학당을 지칭하는 명사로 쓰이기도 했다. 제주향교에서 행단정은 그러한 유교적 소양을 가르치던 학교이자 공자를 제향하는 사당으로서의 제주향교를 상징하는 역할을 하고 있다.
공부자동상
대성전과 계성사 중간에 세워져 있다. 대한민국에서는 최초로 세워진 공자의 동상으로서 당시 성균관부관장이었던 박중훈이 고증하고 조각가 문정화가 제작하였다.

## 같이 보기
- 한국의 유교

## 참고 자료
- 제주향교 - 국가유산청 국가유산포털
- 디지털제주문화대전 - 제주의 유교